# Sara Scattolo
Sara Scattolo (* 27. März 2003 in Innichen, Südtirol) ist eine italienische Biathletin. Sie wurde in der Saison 2021/22 Gesamtsiegerin im IBU-Junior-Cup und gab 2024 ihr Weltcupdebüt.

## Sportliche Laufbahn
Sara Scattolo gab ihr internationales Debüt bei den Olympischen Jugendspielen 2020 in Lausanne und belegte Plätze außerhalb der besten 30. Bei den Jugendweltmeisterschaften 2021 gewann sie ihre erste Medaille, als sie mit Martina Trabucchi und Linda Zingerle Bronze im Staffelrennen ergatterte. Im darauffolgenden Winter startete die Italienerin durchgehend im IBU-Junior-Cup und klassierte sich in jedem einzelnen Wettkampf unter den besten Zehn. Dabei gelangen ihr zu Saisonbeginn in Martell in je einem Einzel- und Sprintrennen ihre ersten Siege auf dieser Ebene, was ihr dazu verhalf, am Saisonende die Gesamtwertung der Rennserie für sich zu entscheiden. Bei den Jugendweltmeisterschaften verpasste sie in Einzelwettkämpfen die Medaillenränge, mit ihrer Schwester Ilaria und Fabiana Carpella gelang es ihr allerdings, das Staffelrennen für sich zu entscheiden. Auch zu Beginn der Saison 2022/23 siegte Scattolo in Martell in einem Sprint, woraufhin sie Mitte Dezember 2022 in Ridnaun ihr Debüt im IBU-Cup gab und nach kurzer Zeit im Supersprint von Osrblie bereits ihr erstes Top-10-Resultat erzielte. Neben einem weiteren Juniorcup-Sieg ergatterte sie bei den Junioreneuropameisterschaften zudem Gold im Mixedwettkampf.
Im Winter 2023/24 lief Scattolo durchgehend im IBU-Cup und wusste durchaus zu überzeugen. An der Seite von Daniele Cappellari stieg sie Anfang Dezember 2023 in Kontiolahti erstmals auf dieser Rennebene auf das Podest, im darauffolgenden Januar gelang ihr auch in einem Sprint die erste Podiumsplatzierung, als sie sich in Ridnaun nur Gilonne Guigonnat geschlagen geben musste. Daraufhin bekam die Italienerin bei ihren Heimwettkämpfen in Antholz erstmals einen Startplatz im Weltcup, schloss das verkürzte Einzel nach neun Schießfehlern aber lediglich als 87. ab. Am Arber erreichte Scattolo ein weiteres Mal einen IBU-Cup-Podestplatz, bei der Junioren-WM resultierte als Bestergebnis Rang vier mit der Staffel. In der Saison 2024/25 startete sie zunächst im Juniorcup und gewann bei den Junioreneuropameisterschaften im Massenstart und mit der Mixedstaffel die Bronzemedaille. Im letzten Trimester lief sie wieder im IBU-Cup, wo als stärkstes Resultat Platz sechs im Sprint von Otepää zustande kam.

## Persönliches
Sara Scattolo lebt in Forni Avoltri. Ihre jüngere Schwester Ilaria ist ebenfalls als Biathletin aktiv.

## Statistiken

### Weltcupplatzierungen
Die Tabelle zeigt alle Platzierungen (je nach Austragungsjahr einschließlich Olympische Spiele und Weltmeisterschaften).
- 1.–3. Platz: Anzahl der Podiumsplatzierungen
- Top 10: Anzahl der Platzierungen unter den ersten zehn (einschließlich Podium)
- Punkteränge: Anzahl der Platzierungen innerhalb der Punkteränge (einschließlich Podium und Top 10)
- Starts: Anzahl gelaufener Rennen in der jeweiligen Disziplin
- Staffel: inklusive Mixed- und Single-Mixed-Staffeln

| Platzierung               | Einzel | Sprint | Verfolgung | Massenstart | Staffel | Gesamt |
| ------------------------- | ------ | ------ | ---------- | ----------- | ------- | ------ |
| 1. Platz                  |        |        |            |             |         |        |
| 2. Platz                  |        |        |            |             |         |        |
| 3. Platz                  |        |        |            |             |         |        |
| Top 10                    |        |        |            |             |         |        |
| Punkteränge               |        |        |            |             |         |        |
| Starts                    | 1      |        |            |             |         | 1      |
| Stand: Saisonende 2023/24 |        |        |            |             |         |        |

### Europameisterschaften
Die Tabelle zeigt alle Platzierungen bei Europameisterschaften: 
| Europameisterschaften | Europameisterschaften | Einzelwettbewerbe | Einzelwettbewerbe | Einzelwettbewerbe | Staffelwettbewerbe | Staffelwettbewerbe |
| Jahr                  | Ort                   | Einzel            | Sprint            | Verfolgung        | Mixedstaffel       | S.-M.-Staffel      |
| --------------------- | --------------------- | ----------------- | ----------------- | ----------------- | ------------------ | ------------------ |
| 2024                  | Osrblie               | 70.               | 80.               | –                 | –                  | –                  |

### Olympische Jugend-Winterspiele
Die Tabelle zeigt alle Platzierungen bei Olympischen Jugend-Winterspielen:
| Olympische Winterspiele | Olympische Winterspiele | Einzelwettbewerbe | Einzelwettbewerbe | Staffelwettbewerbe | Staffelwettbewerbe |
| Jahr                    | Ort                     | Einzel            | Sprint            | Mixedstaffel       | S.-M.-Staffel      |
| ----------------------- | ----------------------- | ----------------- | ----------------- | ------------------ | ------------------ |
| 2020                    | Lausanne                | 35.               | 42.               | –                  | –                  |

### Jugend-/Juniorenweltmeisterschaften
Scattolo nahm bis 2022 an den Jugend-, ab 2023 an den Juniorenwettkämpfen teil.
| Weltmeisterschaften | Weltmeisterschaften | Einzelwettbewerbe | Einzelwettbewerbe | Einzelwettbewerbe | Einzelwettbewerbe | Staffelwettbewerbe | Staffelwettbewerbe |
| Jahr                | Ort                 | Einzel            | Sprint            | Verfolgung        | Massenstart 60    | Damenstaffel       | Mixedstaffel       |
| ------------------- | ------------------- | ----------------- | ----------------- | ----------------- | ----------------- | ------------------ | ------------------ |
| 2021                | Obertilliach        | 27.               | 24.               | 18.               | nicht ausgetragen | 3.                 | nicht ausgetragen  |
| 2022                | Soldier Hollow      | 15.               | 6.                | 4.                | nicht ausgetragen | 1.                 | nicht ausgetragen  |
| 2023                | Schtschutschinsk    | 17.               | 11.               | 19.               | nicht ausgetragen | 5.                 | 7.                 |
| 2024                | Otepää              | 14.               | 32.               | N/A               | 31.               | 4.                 | 12.                |

### Junior-Cup-Siege
Die Tabelle listet alle Siege im IBU-Junior-Cup:
| Nr. | Datum         | Ort     | Disziplin |
| --- | ------------- | ------- | --------- |
| 1.  | 10. Dez. 2021 | Martell | Einzel    |
| 2.  | 15. Dez. 2021 | Martell | Sprint    |
| 3.  | 8. Dez. 2022  | Martell | Sprint    |
| 4.  | 10. Feb. 2023 | Haanja  | Sprint    |